# Brunecker Turm
Der Brunecker Turm (italienisch Mur del Pisciadù Occidentale) ist ein Felsturm (2495 m) am Sellamassiv in Italien. Er liegt nördlich der Cima Pisciadù und ist nach der Stadt Bruneck benannt.
Der Turm ist durch eine flache Einsattelung vom Sellastock getrennt. Über diese ist der Turm von der Pisciadùhütte über Schrofen absteigend in nordnordöstlicher Richtung unschwierig erreichbar.
Neben dem, als eigenständigem Ziel wenig interessanten Normalanstieg führen durch die Nordseite zwei Kletterrouten:
die klassische Zieglauer direkt (V+) und die Via Ottovolante (VIII+) aus dem Jahr 1997, geklettert von F. Piardi, F. Tremolada und C. Zampieri.
Im Osten trennt ihn eine tief eingeschnittene Schlucht vom Exnerturm, an dessen Nordseite der Pisciadù-Klettersteig emporführt. Der Klettersteig endet mit einer Hängebrücke über die Schlucht zur Hochfläche, die knapp südlich des Brunecker Turms erreicht wird.